# Sun Blade
Sun Blade is een serie bladeserversystemen die vanaf 2006 tot 2015 op de markt werd gebracht door Sun Microsystems en later door Oracle Corporation na de overname van Sun.
In juni 2006 kondigde Sun het Sun Blade 8000 Modular System aan, een bladeserversysteem dat gebaseerd is op de AMD Opteron-architectuur. Het chassis van de Sun Blade 8000 kan maximaal 10 Sun Blade X8400-, X8420-, X8440- of X8450-modules bevatten. In april 2009 verdween dit systeem uit het productaanbod van Sun.
In juli 2007 lanceerde Sun het Sun Blade 6000 Modular System. Hierdoor waren maximaal 10 gemengde UltraSPARC- en x64-gebaseerde blades mogelijk. De Sun Blade T6300- en T6320-modules draaien op Solaris en gebruiken respectievelijk UltraSPARC T1- en UltraSPARC T2-processors, terwijl de Sun Blade X6220- en X6250-modules respectievelijk AMD Opteron- of Intel Xeon 5000-serie processors gebruiken. Dit systeem was te verkrijgen tot november 2015. De laatste module die voor dit systeem uitgebracht werd, de SPARC T5-1B-module, kon tot mei 2016 besteld worden.
In november 2007 kondigde Sun het Sun Blade 6048 Modular System aan, dat tot 48 UltraSPARC-, AMD Opteron- en/of Intel Xeon-blades ondersteunt. Dit systeem was tot december 2010 te verkrijgen. De laatste module die voor dit systeem uitgebracht werd, de X6275-module, kon tot februari 2011 besteld worden.
De blades uit de X-serie ondersteunen Solaris, Oracle Linux, RHEL, SLES, Windows Server of VMware. De blades uit de T-serie ondersteunden Solaris 10 en 11.